# Зборник радова Филозофског факултета у Приштини (часопис)
Зборник радова Филозофског факултета Универзитета у Приштини је научни часопис који излази од 1963. године и бави се питањима из области друштвено-хуманистичких наука. Његов издавач је Филозофски факултет Универзитета у Приштини, са седиштем у Косовској Митровици (Србија). Часопис је у неколико наврата мењао своје главне и упоредне називе.

## Часопис
Филозофски факултет Универзитета у Приштини основан је 1960. године, првобитно као део Универзитета у Београду.
Традицију публиковања свог научног часописа Факултет је започео већ 1963. године. Будући да је Факултет тада још увек био у саставу Универзитета у Београду на корицама часописа се налазила ознака „Универзитет у Београду - Зборник Филозофског факултета у Приштини“, и то двојезично: на српском и на албанском. Управа Факултета је одлуку о његовом издавању донела 1962. године, да би већ наредне године штампан први број.

### Називи
Часопис је првобитно био публикован под називом: "Зборник Филозофског факултета у Приштини" (1/1963-9/1972). Почевши од десетог броја (10/1973) назив је промењен у: "Зборник радова Филозофског факултета" (баз ознаке места у основном наслову) чиме је постављена основа за настанак бројних библиографских забуна, пошто је у исто време излазио и "Зборник Филозофског факултета" (часопис Филозофског факултета у Београду), који такође није имао ознаку места у називу. Почевши од 2020. године, часопис излази под пуним (проширеним) називом који гласи: Зборник радова Филозофског факултета Универзитета у Приштини.
Од самог почетка, часопис је имао и упоредни наслов на албанском језику, који је гласио: Buletin i punimeve shkencore të Fakultetit filozofik të Prishtines, што је почевши од десетог броја (10/1973) скраћено на: Buletin i punimeve të Fakultetit filozofik.
Од истог броја уведене су додатне техничке измене, па су тако до броја XVIII-XIX/1989 наслов и опште напомене штампане најпре на албанском језику, који је тиме имао првенство у односу на српски језик. На насловницама два броја (XV/1980 и XVI-XVII/1981-82) појавио се чак и незванични назив Universiteti i Kosovës në Prishtinë (Универзитет Косова у Приштини). Ескалација друштвено-политичке кризе на Косову и Метохији током 80-их година XX века имала је негативне рефлексије на издавање Зборника. Наредни број (XVIII-XIX) стога је објављен тек 1989. године, овог пута са регуларно наведеним називом Универзитета.

### Основне одлике
Разне околности (политичке, финансијске, техничке природе) утицале су на планирани континуитет годишњег излажења. У зависности од њих, али исто тако и услед формирања нових катедри, одвајања природно-математичких група, те привременог деловања Филолошког факултета, регулисано је и објављивање Зборника. Тако су бројеви од 1967. до 1971. године (IV – VIII) дељени у две упоредне свеске (А + Б), односно на радове филозофско-филолошке и природно-математичке природе. У каснијим бројевима радови су груписани по одсецима и то на: филозофски (педагогија, историја, филозофија, социологија, психологија, историја уметности, социјални рад и социјална политика, журналистика) и филолошки (српски (раније српскохрватски) језик, српска (југословенска) књижевност, албанологија, француски језик и књижевност, руски језик и књижевност, енглески језик и књижевност). Необјављивање Зборника кроз поједине године настојало се надокнадити издавањем двоброја, којих је укупно било шест. Уз редовни број, 2010. године објављено је и посебно издање поводом педесетогодишњице оснивања Филозофског факултета. До 2016. године из штампе изашло укупно 54 појединачне свеске (рачунајући понаособ редовне бројеве, појединачно свеске А и Б те 1 и 2 (у новије време и 3 и 4) објављиваних под истим бројем, двоброје, посебна издања).
Закључно са свеском XLVI(1)/2016, у часопису су објављени радови 520 домаћих и иностраних научних радника, самостално или у коауторству. Укупно је публиковано 1.269 радова разних категорија. Највећи број чланака представљају оригинални и прегледни научни радови (1.086), затим прикази (109), осврти (33), библиографије (13). Уз њих су објављени и различити прилози у виду критика, есеја, грађе, превода, хроника, информативних прилога, in memoriam. Радови су штампани на приближно 23.000 страна Зборника, што у просеку чини преко 400 страна (23 рада) по свесци.
Широки спектар мултидисциплинарности, што је кроз деценије издавања нарочита карактеристика Зборника, био је посебно изражен у почетној фази његовог излажења, с обзиром на то да је од оснивања Факултета до школске 1971/72. године на њему била присутна и поменута група природно-математичких наука (хемија, физика, биологија, математика, географија). У наведеном периоду, закључно са бројем VIII(Б)/1971, из ове групе објављена су 72 научна рада. Велики број радова Зборника, њих 400, односи се на теме које се тичу језика (209) и књижевности (191), и поред тога што су радови из ових области током једне деценије објављивани и у већ поменутом засебном зборнику. Са група филозофског одсека објављено је преко 600 радова, са темама из историје (183), педагогије (134), социологије (117), психологије (80), филозофије (56), историје уметности (36), журналистике (2). Чланци у часопису публиковани су најчешће на српском (1.110) и албанском језику (63), док је од радова објављених на неком другом страном језику највише оних на енглеском (65), руском (23) и француском (5).
Иако језик није представљао категорију по којој су радови разврставани, решење о двосмерном штампању било је присутно у броју XX/1990. У њему су са једне стране свеске штампани радови на српском (и један на енглеском), а са друге радови на албанском језику. Са оваквом праксом прекинуто је већ од наредног броја (XXI-XXII/1991-1992), будући да од тадашњег нелегитимног успостављања паралелног система образовања албански научни радници надаље нису објављивали своје радове у Зборнику.
Од броја XXVI-XXVII/1997 устаљени су пратећи елементи научно-критичке апаратуре радова у виду сажетака и кључних речи, док је израда резимеа на једном од уобичајених језика међународне академске комуникације практикована одраније. У новијим бројевима сваки чланак прати UDK и DOI ознака, као и навођење категорије (типа) рада, која се одређује према смерницама Акта о уређивању научних часописа Министарства за науку и технолошки развој Републике Србије. Унапређењу естетског изгледа часописа такође је придаван значај, тако да је осавремењена актуелна насловница седма по реду. Последица покушаја угрожавања суверенитета Републике Србије на простору АП Косова и Метохије након НАТО бомбардовања СР Југославије 1999. године, по питању Зборника, била је и та да је он у свом досадашњем раду променио чак три места излажења: Приштина (I/1963 – XXVI-XXVII/1997), Блаце (XXVIII-XXIX/1998-1999 – XXX/2000), Косовска Митровица (XXXI/2001 –) .

### Периодичност излажења
1963-2011 годишњак, 2012-2013 полугодишњак. Од 2014. три свеске годишње (1-3), а од 2015. четири (1-4), квартално, од којих једна (бр. 3 сваке године) у целини на енглеском језику.

## Уредници
Главни и одговорни уредници од оснивања часописа:
- др Идриз Ајети (I/1963);
- др Данило Барјактаревић (II/1964-1965 – IX/1972);
- др Јашар Реџепагић и др Иван Јерковић (X/1973 – XII/1975);
- др Идриз Ајети (XIII/1978 – XV/1980);
- др Бесим Бокши (XVI-XVII/1981-1982);
- др Јашар Реџепагић (XVIII-XIX/1989 – XX/1990);
- др Милован Секулић (XXI-XXII/1991-1992);
- др Раденко Круљ (XXIII-XXIV/1993-1994 – XXVIII-XXIX/1998-1999);
- др Бранислав Милутиновић (XXX/2000 – XXXIV/2003); уредници: др Здравко Делетић (XXX/2000 – XXXIV/2003), др Зоран Павловић (XXXII(12)[Б]/2002);
- др Драги Маликовић (XXXV/2005 – XLI/2011 + Посебно издање/2010; уредници: др Драгиша Бојовић (XXXV/2005), др Радомир Ђорђевић (XXXVI/2006 – XXXVIII/2008; XLI/2011), др Радмила Обрадовић (XXXVI/2006 – XL/2010), др Софија Милорадовић (XXXVIII/2008), др Валентина Питулић (XXXVIII/2008), др Милета Букумирић (Посебно издање/2010);
- др Бранко Јовановић (XLII(1)/2012 – XLVI(3)/2016); заменик главног и одговорног уредника: др Урош Шуваковић (XLII(1)/2012 – XLVI(3)/2016) и
- др Мирјана Лончар-Вујновић (XLVI(4)/2016 - ); заменик главног и одговорног уредника: др Младен Јаковљевић (XLVI(4)/2016 - ).

## Теме
- Педагогија
- Историја
- Социологија
- Филозофија
- Психологија
- Историја уметности
- Књижевност (домаћа и страна)
- Лингвистика (домаћа и страна)

## Електронски облик часописа
Доступан је у електронском облику, у отвореном приступу.

## Индексирање у базама података
- Српски цитатни индекс

## Насловне странице часописа
- Корична страница првог броја из 1963. године
- Корична страница броја XV
- Корична страница часописа из 1989. године
- Корична страница часописа из 1990. године
- Корична страница часописа из 1997. године
- Корична страница часописа из 2007. године